# ラウジッツ

ラウジッツの位置

ラウジッツ（ドイツ語: Lausitz、高地ソルブ語: Łužica、低地ソルブ語: Łužyca、ポーランド語: Łużyce、チェコ語: Lužice、ラテン語・英語: Lusatia）は、現在のドイツ東部、ブランデンブルク州南部からザクセン州東部にかけての歴史的地域名で、ラテン語ではルーサティア（ルサティア、ルサチアとも）。シレジアの西隣にあたる。北部をニーダーラウジッツ、南部をオーバーラウジッツと呼ぶ。ドイツ語の発音に合わせ、ラオジッツまたはラオズィッツと表記されることもある。
イリュリア（Illyria）と同じ語源である。西スラヴ語では r が ž/ż に法則的に転化する。イリュリア人は古代のラウジッツ文化の主な担い手と見られ、後に主要部分がアドリア海東岸へと南下したとされる。
ソルブ人が住むことから、ソルビア（Sorbia）とも呼ばれる。

## 産業 ・観光
ラウジッツの褐炭は、旧東ドイツのエネルギー産業を支えていた。しかしドイツ統一後は褐炭需要の減少と環境問題への関心により産業が縮小し、褐炭産業で成り立っていた都市（ゼンフテンベルクやホイエルスヴェルダなど）では、深刻な失業と人口流出の問題が生じている。現在でも、コトブス周辺やヴェルツォウ周辺では、露天掘りによる採炭が行われている。
ラウジッツは森や湖などの豊かな自然環境を有する地域であり、シュプレーヴァルト（Spreewald）やムスカウ公園などの観光地がある。
オーバーラウジッツの都市であるゲルリッツやバウツェンでは、旧市街の保全・補修が進み、観光都市として認知されつつある。
ラウジッツのブランデンブルク州地域（ごく一部ザクセン州も含む）では2000年から2010年までの間、IBA Fürst-Pückler-Landが開催され、産業遺産の保存活用、産業の地域から観光の地域への産業転換などの地域再生プロジェクトが行われた。

## 主要都市
- コトブス
- ゼンフテンベルク (Senftenberg)
- ヴェルツォウ (Welzow)
- グロースレッシェン (Großräschen)（IBA Fürst-Pückler-Landの本部があった街）
- プレッサ (Plessa)
- ホイエルスヴェルダ
- バート・ムスカウ（世界遺産ムスカウ公園のある街）
- バウツェン
- ゲルリッツ
- レーバウ (Löbau)